# Gastador

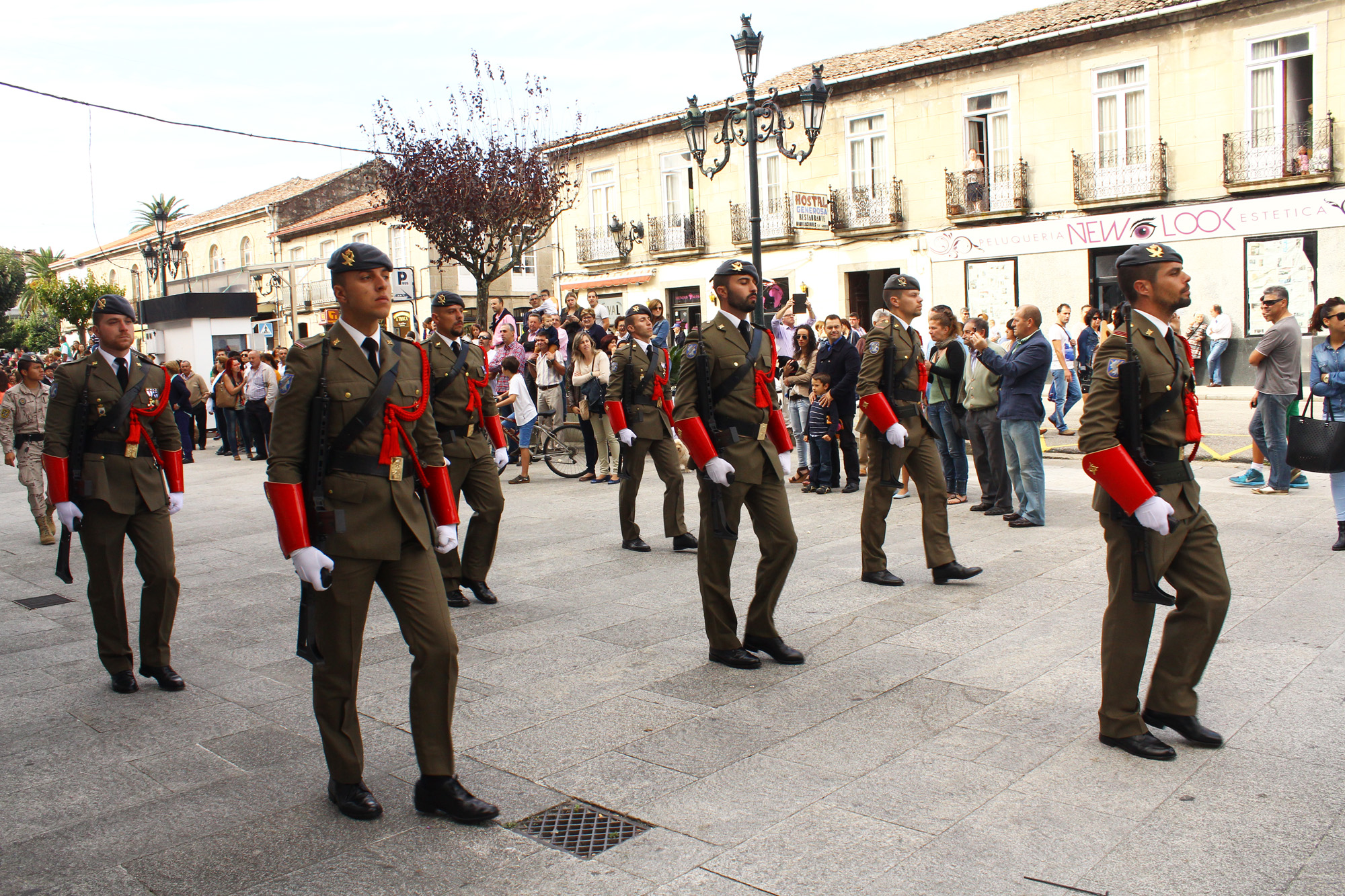
Pelotón de gastadores en la actualidad

Los gastadores eran soldados escogidos en las compañías de granaderos de los regimientos de infantería y que marchaban a la cabeza de ellos armados de fusil con bayoneta. En otro tiempo llevaban además útiles de zapadores, los cuales usaban en campaña para franquear los pasos difíciles. En guarnición, los gastadores no prestaban otro servicio mecánico que el de ordenanzas en casa de los jefes.

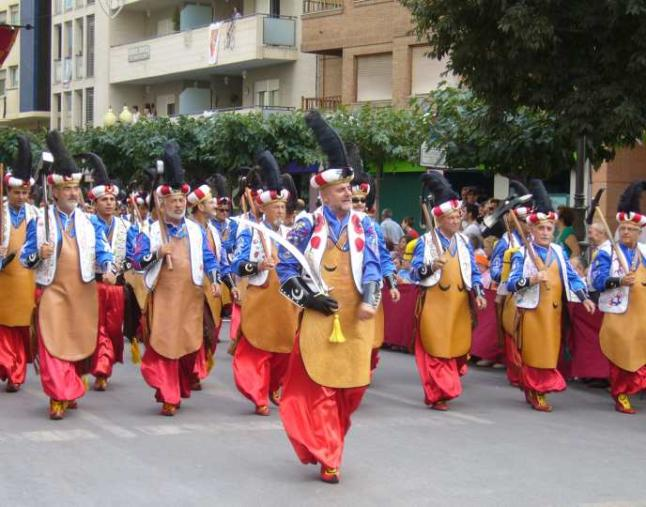
Bloque de gastadores de la comparsa de Moros Viejos

Desde las guerras de Granada, a finales del siglo XV, se comenzaron a organizar en España compañías de gastadores: en el siglo XVI se reunieron en tercios bajo las órdenes del ingeniero mayor. Además de las armas ofensivas y defensivas llevaban los útiles necesarios para los trabajos de zapa: en 1577 se asignaron en cada tercio 8 alabarderos alemanes al maestre de él para decoro de su persona y de aquí viene el origen de la escuadra de gastadores, según algunos. En 1768 aparecen ya los gastadores como de planta fija en los regimientos de infantería.